# Attack of the 50 Foot Woman
Attack of the 50 Foot Woman ist ein Science-Fiction-Film, der von Bernard Woolner für Allied Artists Pictures produziert wurde. Regie führte Nathan Juran nach einem Drehbuch von Mark Hanna. Die Hauptrollen besetzten Allison Hayes, William Hudson und Yvette Vickers. Die Filmmusik wurde von Ronald Stein komponiert. Der Film übernahm das Konzept der größenveränderlichen Menschen aus Filmen wie etwa Der Koloß und Die unglaubliche Geschichte des Mister C., nahm aber eine Frau als Protagonist.
Die Handlung dreht sich um die Misere von Nancy Archer, einer reichen Erbin, die einen Zusammenstoß mit einem Alien hat, der sie zu einer Riesin wachsen lässt. Sie nutzt ihre Größe, um sich an ihrem Ehemann Harry und seiner Geliebten Honey Parker zu rächen.
Das Filmplakat von Reynold Brown bekam sehr viel Kritik, da die Proportionen auf dem Bild die Riesenfrau nicht wie 50 Fuß erscheinen ließ. Verglichen mit den Autos und den Menschen auf dem Plakat hätte sie mindestens 200 Fuß (80 Meter) groß sein müssen.

## Handlung
Harry Archer will das 50-Millionen-Dollar-Erbe seiner Frau, das sie von ihrem Vater erhalten hat. Er will seine Ehefrau verlassen und das Geld mit seiner jungen Geliebten Honey Parker ausgeben. Nachdem Nancy Harry beim Flirten mit Honey in einer Bar erwischt hat, trifft sie auf ein Raumschiff mit einem 40 Fuß großen Außerirdischen, der Diamanten benötigt, um sein Raumschiff anzutreiben. (Der Film wurde zwei Monate vor dem Start von Sputnik produziert.) Nancy trägt einen der größten Diamanten, den „Stern von Indien“. Der örtliche Sheriff spottet anfänglich über Nancys Geschichte, aber als sie die Strafe zahlt, bringt es ihm und seinem Hilfssheriff ein ansehnliches Einkommen. Harry sieht dabei den Alkoholkonsum seiner Frau als Möglichkeit, diese in eine Psychiatrie einliefern zu lassen. Am nächsten Abend, nachdem Harry einen Psychiater konsultiert hat, fährt dieser mit Nancy durch die Wüste, um den Außerirdischen zu suchen.
Zum Sonnenuntergang finden sie dessen Raumschiff. Nancy fühlt sich bestätigt, schlägt vor Euphorie auf das Schiff und weckt dessen Reisenden. Als Harry feststellen muss, dass der Außerirdische kugelsicher ist, flieht er und überlässt Nancy ihrem Schicksal. Das Wesen beabsichtigt jedoch nicht, Nancy zu verletzen, sondern will einzig ihren Diamanten. Jedoch verletzt das Wesen beim Ergreifen des Diamanten Nancy am Hals, sodass diese ohnmächtig wird. Das Wesen trägt die ohnmächtige Nancy nach Hause und lässt sie auf dem Dach liegen. Später sagt ihr Arzt, dass sie offensichtlich irgendeiner Strahlung ausgesetzt gewesen sei.
Aufgehetzt von Honey, plant Harry, Nancy eine tödliche Dosis eines Serums zu geben, mit dem sie behandelt wird. Als Harry sich ihr im Dunkeln mit ihrer Krankenschwester im Rücken nähert, entdeckt er, dass diese zu enormer Größe gewachsen ist. Nancys Arzt will sie operieren, um das Wachstum zu stoppen, jedoch braucht er Harrys Einwilligung dazu. Mit der Vorstellung, dass seine Frau eine Behinderung bekommen könnte, verlässt er das Haus und verbringt den Abend mit Honey damit, dass er seine Sorgen in einer Bar ertränkt, während er auf Nancys Ableben wartet. Währenddessen sedieren und fesseln Ärzte Nancys gigantischen Körper. Als der Sheriff und der Butler der Archers Nancys Fußabdrücken folgen, entdecken sie den Außerirdischen. Als sie versuchen den Diamanten wiederzubekommen, werden sie verjagt und ihr Auto zerstört. In der Nacht ist Nancy dann zu groß zum Fesseln. Sie befreit sich von den Fesseln und entkommt, wobei sie das Dach ihres eigenen Hauses wegreißt. Da sie weiß, wo ihr Mann sich aufhalten wird, steuert sie auf die Stadt zu. Sie stellt die betrügerischen Liebenden, reißt das Dach der Bar herunter und schleudert einen Strahl auf Honey, woraufhin diese stirbt. Sie nimmt Harry in die Hand und trägt ihn wie eine Puppe. Als Nancy einen elektrischen Transformator passiert, feuert der Sheriff auf diesen. Er tötet sie mit einem Stromschlag, genauso wie ihren Ehemann, den sie nur für sich wollte.

## Neuverfilmung und Fortsetzungen
Mit dem geringen Budget von 88.000 US-Dollar machte der Film genug Umsatz, sodass unverzüglich über eine Fortsetzung diskutiert wurde. Nach Produzent Jaques Marquette sollte die Fortsetzung mit einem höheren Budget sowie in Farbe gedreht werden. Auch ein Skript wurde geschrieben, jedoch kam das Projekt nie über die Diskussionsphase hinaus.
Der Film wurde 1993 von HBO als Fernsehfilm neu verfilmt.

## Veröffentlichung
Der Film wurde am 26. Juni 2007 auf DVD veröffentlicht. Diese beinhaltet einen Audiokommentar mit Yvette Vickers und Tom Weaver. Die DVD enthält nur eine englische und französische Tonspur.